# Synagoge Kahal Zur Israel

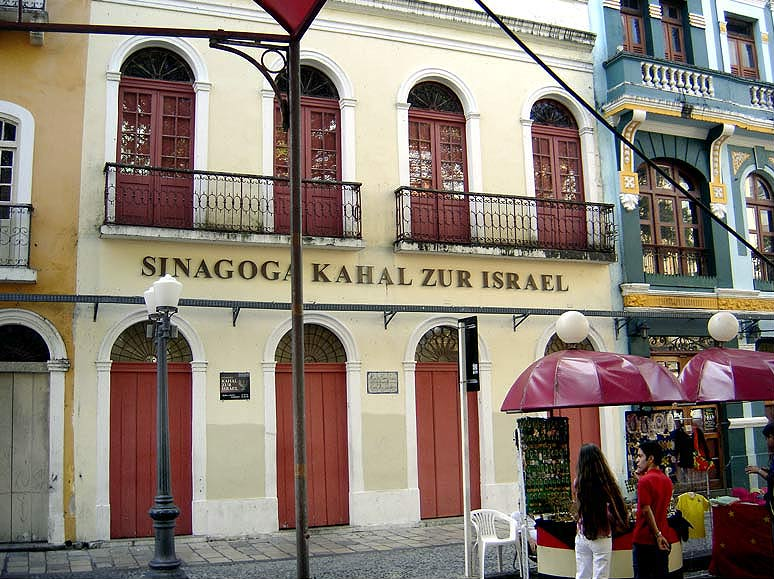
Buitenkant van de synagoge

Kahal Zur Israel (Hebreeuws: קהל צור ישראל; Portugees: Sinagoga Kahal Zur Israel; letterlijk: Rots van Israël) is een voormalige synagoge in Recife (Brazilië), gesticht door Nederlandse joden ten tijde van de Nederlandse kolonie Nieuw-Holland in 1636. Het gebouw wordt beschouwd als de oudste synagoge van de Nieuwe Wereld.
Nadat de Nederlanders in 1654 vertrokken, verdween de synagoge uit zicht totdat hij opnieuw werd ontdekt in 1999. Sinds 2001 dient het gebouw als museum.

## Geschiedenis
De West-Indische Compagnie veroverde in 1636 de stad Recife in het noordoosten van Brazilië op de Iberische Unie en stichtte de kolonie Nieuw-Holland. De kolonie trok ook een groep joodse Nederlanders aan. Zij stichtten in 1636 de synagoge Kahal Zur Israel, die vanaf 1642 Isaac Aboab da Fonseca als eerste rabbijn had.
In 1637 werd graaf Johan Maurits van Nassau-Siegen als gouverneur-generaal van de kolonie aangesteld. Hij voerde vrijheid van godsdienst in voor joden, katholieken en protestanten en bevorderde een grote mate van tolerantie ten opzichte van de joden.
In 1654 heroverden de Portugezen de kolonie, waarna het merendeel van de Nederlanders, waaronder de Nederlandse joden, vertrokken uit Brazilië. De synagoge werd in beslag genomen. Nadien werd het gebouw verwaarloosd en elke spoor van de synagoge verdween totdat hij bij archeologische opgravingen in 1999 werd herontdekt. In 2001 werd het gebouw opnieuw in gebruik genomen; het dient sindsdien als museum voor de geschiedenis van de joden in Brazilië.